# Myrcia subsericea
Myrcia subsericea là một loài thực vật có hoa trong Họ Đào kim nương. Loài này được A.Gray mô tả khoa học đầu tiên năm 1854.